# Philip Lombardo
Philip „Benny Squint“ Lombardo (* 1911 in New York City; † 1987 in Hollywood (Florida)) war ein hochrangiges Mitglied der US-amerikanischen La Cosa Nostra und Oberhaupt der Genovese-Familie.
1933 war er Stellvertreter von „Underboss“ Michael Coppola, der die „116th Street Crew“ anführte, welche die Repräsentanz der „Familie“ in East Harlem darstellte.
Er musste aus gesundheitlichen Gründen seine Position als Oberhaupt aber nach nur zwei Wochen wieder abgeben; allerdings wird von vielen heute angenommen, dass er bereits seit den späten 1960er Jahren der eigentliche Boss gewesen war, da das FBI diesbezüglich über entsprechende Tonband-Aufzeichnungen z. B. von John Gotti verfügt.
Selbst Thomas Eboli und Frank Tieri seien demnach nur Strohmänner von Philip Lombardo gewesen.
Als am 31. März 1981 Frank Tieri an Krebs starb, wurde Anthony Salerno das Oberhaupt des Genovese-Clans, da er aber ebenfalls wie Lombardo schwer krank war, kann ab diesem Zeitpunkt Vincent Gigante als eigentliches Oberhaupt gesehen werden.
| Vorgänger   | Amt                                                      | Nachfolger      |
| ----------- | -------------------------------------------------------- | --------------- |
| Frank Tieri | Oberhaupt der „Genovese-Familie“ der La Cosa Nostra 1981 | Anthony Salerno |

| Personendaten    | Personendaten                      |
| ---------------- | ---------------------------------- |
| NAME             | Lombardo, Philip                   |
| ALTERNATIVNAMEN  | Lombardo, Benny Squint (Spitzname) |
| KURZBESCHREIBUNG | US-amerikanischer Mafioso          |
| GEBURTSDATUM     | 1911                               |
| GEBURTSORT       | New York City                      |
| STERBEDATUM      | 1987                               |
| STERBEORT        | Hollywood (Florida)                |